# Кустарниковые муравьянки
Кустарниковые муравьянки (лат. Cercomacra) — род птиц из семейства типичных муравьеловковых (Thamnophilidae).
Род был установлен английским зоологом Филипом Склейтером в 1858 году. Типовой вид впоследствии был обозначен как Cercomacra brasiliana.

## Этимология
Родовое название «Cercomacra» происходит от греческого «kerkos» — хвост и «makros» — длинный, что означает «длинный хвост».

## Биологическое описание
Птицы этого рода среднего размера. Длина тела — 14,5—16 см, масса — 14—20 г. Имеют тонкий клюв, длинные, ступенчатые хвосты с видимыми белыми кончиками на ребрах и простыми рисунками оперения (самцы в основном черные или серые, крылья обычно черно-белые; а самки — серого или серо-оливкового цвета, за исключением Cercomacra cinerascens, который имеет тусклый серовато-коричневый цвет. У них есть полускрытое белое дорзальное пятно, более видное, когда они взъерошены. Виды этой группы выполняют сложные вокальные дуэты, в которых призывы самок даются во время громкой песни самца, что заставляет его изменять свою вокализацию и начинать синхронный дуэт (за исключением cinerascens и brasiliana, который они выполняют более несовершенный синхронизированный дуэт). Они строят гнезда в форме чашки с боковым входом (кроме C. manu, чье гнездо в форме мешка).

## Таксономия и систематика
Род содержит семь видов:
- Бразильская кустарниковая муравьянка Cercomacra brasiliana Hellmayr, 1905
- Узкоклювая кустарниковая муравьянка Cercomacra carbonaria Sclater, P.L & Salvin, 1873
- Серая кустарниковая муравьянка Cercomacra cinerascens (Sclater, P.L, 1857)
  - Cercomacra cinerascens cinerascens (Sclater, P.L, 1857)
  - Cercomacra cinerascens immaculata Chubb, C, 1918
  - Cercomacra cinerascens sclateri Hellmayr, 1905
  - Cercomacra cinerascens iterata Zimmer, J.T, 1932
- Бананалская кустарниковая муравьянка Cercomacra ferdinandi Snethlage, E, 1928
- Cercomacra manu Fitzpatrick & Willard, 1990
- Белоспинная кустарниковая муравьянка Cercomacra melanaria (Ménétries, 1835)
- Траурная кустарниковая муравьянка Cercomacra nigricans Sclater, P.L, 1858

Род ранее включал дополнительные виды, но когда молекулярное филогенетическое исследование, опубликованное в 2014 году, обнаружило, что виды Cercomacra laeta, Cercomacra nigrescens, Cercomacra parkeri, Cercomacra serva и Cercomacra tyrannina не образуют кладу с другими представителями рода Cercomacra, которые также не включают в себя виды к родам Sciaphylax, Drymophila и Hypocnemis. Исходя из этого, авторы предложили передать эти пять видов в недавно созданный род Cercomacroides.

## Внешние ссылки
- Cercomacra